# B.J. Tyler
Pour les articles homonymes, voir Tyler.
Brandon Joel « B.J. » Tyler, né le 30 avril 1971, à Galveston, au Texas, est un joueur américain de basket-ball. Il évoluait au poste de meneur.